# 駢文
駢文（べんぶん）とは、中国の文語文における文体の一つ。「駢体（べんたい）」または「駢体文（べんたいぶん）」ともいう。散文・韻文に対立する文体で、魏・晋のころに形成され、六朝時代から唐にかけて盛行した。

## 特徴
「駢」とは2頭の馬が並んでいることを表し、対句を基本とする文体であることを意味している。「駢儷文（べんれいぶん）」あるいは「駢儷体（べんれいたい）」ということもあるが、「儷」（または「麗」）もまた夫婦が「ならぶ」という意味である。また1句の字数が、4字句または6字句を基調とするため、「四六文（しろくぶん）」とも呼ばれた。「四六」の語は晩唐から使われはじめ、宋から明にかけて使われた。「駢文」の名は用いられるようになったのは清代においてである。これらを合わせて「四六駢儷文（しろくべんれいぶん）」または「四六駢儷体（しろくべんれいたい）」と呼ぶこともある。また「駢四儷六（べんしれいろく）」ともいう。さらに駢文の中には、平仄など韻律面を整えたものもある。
例として、王勃「滕王閣序」の以下の部分においては、次のような対句や平仄の構造をしている。
馮唐易老　（平平仄仄）　名詞（人名）＋副詞＋動詞
李広難封　（仄仄平平）　名詞（人名）＋副詞＋動詞
屈賈誼於長沙　（仄仄仄-平平平）　動詞＋名詞（人名）＋介詞＋名詞（地名）
非無聖主　（平平仄仄）　否定副詞＋形容詞（数量）＋名詞
竄梁鴻於海曲　（仄平平-平仄仄）　動詞＋名詞（人名）＋介詞＋名詞（地名）
豈乏明時　（仄仄平平）　否定副詞＋形容詞（数量）＋名詞
内容的には典故や装飾的な修辞を多用する点に特徴がある。前述の「滕王閣序」では次のような典故が用いられている。
馮唐　老い易く（前漢の馮唐が有能でありながら、老齢でも郎中署長という低い役職についていた故事から）
李広　封じ難し（李広は幾たびの戦功にもかかわらず、生涯諸侯に封じられなかったという故事から）
賈誼を長沙に屈するは
聖主無きに非ず（賈誼が時の政治をしばしば批判したことで廷臣たちに疎まれて、屈原のように長沙に左遷された故事から）
梁鴻を海曲に竄（かく）すは
豈に明時乏しからんや（梁鴻が時の宮廷を諷刺して「五噫詩」を書いたことから追われる身となり、姓名を変えて斉魯の間に隠れ住んだ故事から）